# Allegra Curtis
Allegra Curtis (Los Angeles, 1966. július 11. –) amerikai születésű színésznő és üzletasszony, aki angol és német filmekben szerepelt. A Das Gold der Liebe (1983) és a Flashback (2000) című filmekből, valamint az Ich bin ein Star – Holt mich hier raus című német tévésorozatból (2013) ismert.

## Magánélete
Curtis az észak-karolinai Wilmingtonban él. Tony Curtis amerikai színész és Christine Kaufmann osztrák-német színésznő lánya. Húga Alexandra Curtis, aki szintén színésznő. Kelly és Jamie Lee Curtis színésznők apai féltestvérei. Apai nagyszülei magyar zsidó bevándorlók voltak. 
Christine Kaufmann 2017 márciusában bekövetkezett halála után Allegra Curtis 2017 októberében bejelentette, hogy továbbviszi édesanyja testápolási műsorát egy televíziós teleshopping-csatornán.

## Filmjei
- A Guldenburgok öröksége (1989)
- Fegyvercsempész (1990)
- L. A. heat – Halálos páros (1997)
- Internetszerelem (1998)
- Szünidei gyilkosságok (2000)